# Clubiona altiformis
Clubiona altiformis is een nomen dubium. De naam werd gegeven aan een spin, vermoedelijk uit de familie Trachelidae, die in Chili werd gevonden, maar waarvan niet meer is na te gaan welke soort ermee bedoeld werd.
De naam werd in 1849 gepubliceerd door Hercule Nicolet.